# Evangelion
Evangelion — музичний альбом гурту Behemoth, випущений 2009 року. Загальна тривалість композицій становить 41:54. Альбом відносять до напрямку дез-метал.

## Список пісень

### CD
1. «Daimonos» — 5:16
2. «Shemhamforash» — 3:56
3. «Ov Fire and the Void» — 4:28
4. «Transmigrating Beyond Realms ov Amenti» — 3:28
5. «He Who Breeds Pestilence» — 5:41
6. «The Seed ov I» — 4:58
7. «Alas, Lord Is Upon Me» — 3:16
8. «Defiling Morality ov Black God» — 2:50
9. «Lucifer» — 8:07
10. «Total Invasion» — 5:28

### DVD
1. «The Making of Evangelion» — 44:09
2. «Evangelion Photo Session» — 6:40